# オークラ出版
株式会社オークラ出版（オークラしゅっぱん）は、日本の出版社。

## 概要
桜桃書房（東京都目黒区上目黒1-18-6 桜桃ビル）の関連会社から独立し、多ジャンルの書籍を発行。桜桃書房が経営危機に陥った際、業務を継承したのち統合。
2013年に創業者で代表取締役だった長嶋正博が急死。妻のうつぎが後を継いだ。
海外ロマンス文庫を翻訳したマグノリアロマンス、海外ミステリーを翻訳したマグノリアブックスを出版している。近年では、アート、写真集などの書籍も出している。

## 沿革
- 1981年4月 - 有限会社オークランドを設立[3]。
- 1990年4月 - 編集プロダクションとして株式会社オークラ出版を設立。
- 1995年1月 - 各取次と契約して出版開始[4]。
- 1995年12月 - 本社を目黒区から千代田区に移転。
- 2003年5月 - 本社を目黒区に移転。
- 2004年4月 - 株式会社櫻桃書房を吸収合併[5]。
- 2009年4月 - 吸収分割により株式会社オークラ出版の出版事業部門に関する権利義務の全部を株式会社オークランドに承継し[6]、株式会社オークランドを株式会社オークラ出版に、株式会社オークラ出版を株式会社NMビルに社名変更
- 2013年7月 - 株式会社NM.PLANTが茨城県行方市にメガソーラー発電所を設立。
- 2017年7月 - 子会社株式会社オークスを吸収合併。

## 刊行物

### 雑誌
- BUHI（ブヒ）（3,6,9,12月の27日発売） - フレンチブルドッグ専門誌。
- 韓流Scandal（3,6,9,12月の16日発売） - 韓流専門雑誌 。

#### デジタルコミック誌
- enigma

#### 過去の雑誌
- 小説アイス - ボーイズラブ小説雑誌
- コミックAQUA - ボーイズラブコミック雑誌。2015年休刊
- コミックピンキィ - 成年コミック雑誌
- コミックピクシィ - 成年コミック雑誌
- ホームヘルプ - 介護専門誌・2009年8月号で休刊）
- It's KOREAL（イッツコリアル） - 韓流専門雑誌
  - 増刊号として「Biz JAPAN」。廃刊した「撃論」を復活させたもの。全2号。
- 日本映画magazine（ムック） - 日本映画専門誌

### 書籍
- アカツキプレス[7]

#### 小説
- プリズム文庫 - ボーイズラブ小説のレーベル。
- エバープリンセス - ティーンズラブ小説のレーベル。
- エバーロマンス - ティーンズラブ小説のレーベル。
- NMG文庫 - ライトノベルレーベル。2013年創設。
- マグノリアロマンス - 海外ロマンス小説のレーベル。
- マグノリアブックス - 海外ミステリー小説のレーベル。
- I'sノベルズ
- Honey i's novel
- アクアノベルズ
- OAKノベルズ

#### コミックス
- オークラコミックス
- アクアコミックス - ボーイズラブ漫画のレーベル。
- enigma COMICS - ボーイズラブ漫画のレーベル。
- ミンティコミックス - ティーンズラブのレーベル。
- TLみつまめコミックス - ティーンズラブのレーベル。
- OAK comix
- PIXY COMICS